# Оштен (гора)
Оште́н (адыг. Ошъутен) — одна из гор западной части Кавказского хребта. Оштен, Пшеха-Су и Фишт (43°59' с. ш. и 39°53' в. д.) образуют один горный массив, с широкой, разорванной на несколько частей вершиной и отделяются друг от друга седловиной, проходящей в юго-юго-восточном направлении. Оштен вместе с Фиштом — первые от западного конца Кавказского хребта вершины, поднимающиеся до высоты снежной линии и покрытые не только снегами, но и небольшими глетчерами, числом около 10. Снежная линия на Оштене и Фиште, находящихся от Чёрного моря всего лишь вёрст на 40 и подверженных его сильному влиянию, опускается очень низко — до высоты 2 737 метров над уровнем моря. На этих вершинах выступают скалы и ясно выраженная зона альпийских лугов, тогда как к западу от них Кавказские горы почти нигде не поднимаются выше верхней границы лесов и почти всюду покрыты ими до самых вершин. Оштен состоит из одних известняков. Из Оштена, Фишта и их отрогов вытекает несколько довольно больших речек: Цице и Пшеха направляются на север от них, а Белая на юг.
Вершина некатегорийна, однако есть маршруты восхождения категорий сложности до 1Б и 2Б.
Название происходит от адыг. Ошъутен и имеет несколько вариантов перевода: «вечный снег», «вечная зима», «там, где застревает град». По версии Ковешникова, абадзехи могли называть «горой, на которой роняют топор».

## Топографические карты
- Лист карты K-37-IV. Масштаб: 1 : 200 000. Издание 1968 г.